# Tipula (Savtshenkia) serrulifera
Tipula (Savtshenkia) serrulifera is een tweevleugelige uit de familie langpootmuggen (Tipulidae). De soort komt voor in het Palearctisch gebied.